# Гынгэ, Нику
Нику Гынгэ (рум. Nicu Gângă, р. 10 марта 1953) — румынский борец греко-римского стиля, призёр Олимпийских игр, чемпион мира.

## Биография
Родился в 1953 году в селе Грэничери жудеца Тимиш. В 1973 году стал чемпионом мира. В 1974 году завоевал бронзовые медали чемпионата мира и чемпионата Европы. В 1976 году стал серебряным призёром Олимпийских игр в Монреале. В 1977 году завоевал золотую медаль чемпионата мира и серебряную — чемпионата Европы. В 1978 году стал серебряным призёром чемпионата мира и бронзовым — чемпионата Европы. В 1979 году завоевал серебряную медаль чемпионата Европы. В 1980 году принял участие в Олимпийских играх в Москве, но занял лишь 4-е место.